# Друга англо-сикхська війна
Друга англо-сикхська війна — військовий конфлікт 1848—1849 років між індійською державою Сикхів і Британською імперією, що призвів до завоювання сикхів, анексії Пенджабу, розчленування Сикхської держави та появи Північно-Західної прикордонної провінції.

## Передумови
Після першої війни сикхи поступились Британській Ост-Індійській компанії частиною своєї території, а британці продали Кашмір магараджі Гулабу Сінґху, правителю Джамму. Малолітній магараджа Дуліп Сінґх залишився правителем, однак політика дурбара відтоді контролювалась британським резидентом, сером Генрі Лоуренсом. Мати Дуліпа Сінґха спробувала повернути свій вплив як регентки, але Лоуренс відправив її у вигнання. Частина сикхських генералів і придворних підтримали таке рішення, частина — ні.
На початку 1848 року Лоуренс через хворобу поїхав до Англії. Генерал-губернатор Індії Дальхузі призначив резидентом Фредерика Куррі. Він був чиновником з Калькутти, не знайомим ані з військовою справою, ані з Пенджабом. Він відмовився реагувати на донесення політичного агента у Хазарі Джеймса Аббота про те, що сердар Чаттар Сінґх Аттарівала, сикхський губернатор Хазари, активно готує заколот спільно з іншими сердарами.

## Бойові дії
18 квітня 1848 року англійський політичний агент, лейтенант Ванс Ангнью, прибув до Мултана з невеликим військовим загоном. Мулрадж передав їм ключі від міста, однак британців одразу ж атакували нерегулярні війська мулраджа разом з натовпом. Лейтенант зазнав поранення та втік до Хана Сінґха. Вони зайняли мечеть за містом. Його військовики розбіглись або дезертирували до мулраджі, наступного дня офіцерів убив натовп. Новина про вбивства поширились усім Пенджабом. Багато сикхів дезертирували з військ, вірних дурбару і приєднались до тих, хто був готовий повстати під проводом мул раджа.
Невдовзі незначні сили Бенгальської армії на чолі з генералом Вілшем взяли в облогу Мултан, з'єднавшись із кількома нерегулярними підрозділами з місцевих рекрутів та загонами Хальси. Ті сили прибули до Мултана між 18 і 28 серпня. Потім капітан Джон Ніколсон, який очолював нерегулярну кавалерію, атакував сикхський гарнізон у стратегічно важливому форті Атток на річці Інд.
Після завершення сезону дощів у листопаді до регіону були стягнуті сили Британської Ост-Індійської компанії. 22 листопада відбулась битва при Рамнагарі. Хоч сикхам і довелось залишити свій плацдарм, вони сприйняли результат тієї битви як свою перемогу.
На початку 1849 року на бік повсталих сикхів перейшов афганський хан Дост Мухаммед, якому пообіцяли території навколо Пешавара, завойовані Ранджитом Сінґхом на початку XIX століття. Коли 3 500 афганських кавалеристів підійшли до форту Атток, мусульманський гарнізон, залишений Ніколсоном, дезертирував.
13 січня 1849 року Гоф зненацька атакував позиції Шер Сінґха поряд із річкою Джелам. У запеклій битві при Чілліанвалі британці, які не мали ефективної артилерійської підтримки, зазнали важких втрат. Деякі підрозділи втратили свої прапори, частина англійської кінноти панічно тікала, було втрачено чотири гармати. Армія Шер Сінґха також втратила 12 гармат.
За три дні, упродовж яких йшли затяжні дощі, сторони знову зійшлись, але відступили. Шер Сінґх висунувся на північ, на з'єднання з Чаттаром Сінґхом, маючи намір дати генеральну битву. Гоф зазнав серйозної критики через значні втрати та був замінений генералом Чарлзом Джеймсом Напіром, який упродовж кількох тижнів не міг прибути з Англії.
Тим часом сили Вілша завершили роботи з облоги Мултана, батареї відкрили вогонь та пробили діру в обороні. Мулрадж здався 22 січня та був ув'язнений до кінця життя. Завершення облоги дозволило Вілшу виступити на допомогу Гофу, маючи, зокрема, багато важких гармат, яких не вистачало сикхам.
Шер Сінґх наважився здійснити останню спробу маневру охоплення з флангу, відрядивши кінноту, якій було поставлено завдання форсувати Чінаб і зайти в тил Гофу. Їм заважали сильні й тривалі дощі, що зробили річку небезпечною для переправи, і британська нерегулярна кіннота на чолі з Гаррі Бернеттом Ламсденом та Вільямом Годсоном. 13 лютого Гоф напав на Хальсу, давши битву при Гуджраті, результатом якої стала нищівна поразки сикхів.
12 березня Чаттар Сінґх і Шер Сінґх здались біля Равалпінді. Афганський контингент поспіхом пішов через Атток і Пешавар, які повторно зайняли британці. Хан Мухаммед згодом підписав угоду, що визнавала британське володіння тими містами.

## Підсумки
30 березня Дуліп Сінґх у Лахорі офіційно прийняв усі вимоги британців щодо майбутнього Пенджабу. За свої заслуги граф Дальхузі отримав подяку від британського парламенту та був затверджений у званні пера, ставши лордом. Гоф також отримав нагороди відповідно до своїх заслуг, хоч його тактика при Чілліанвалі зазнала жорсткої критики, що переслідувала його до самої смерті.